# Regina Gonthier
Regina Gonthier (geboren 6. Januar 1949 in Athen) ist eine Schweizer Architektin. Sie war von 1999 bis 2005 im Weltrat der Union internationale des Architectes (UIA) tätig und ist seit 2023 Präsidentin der Organisation.

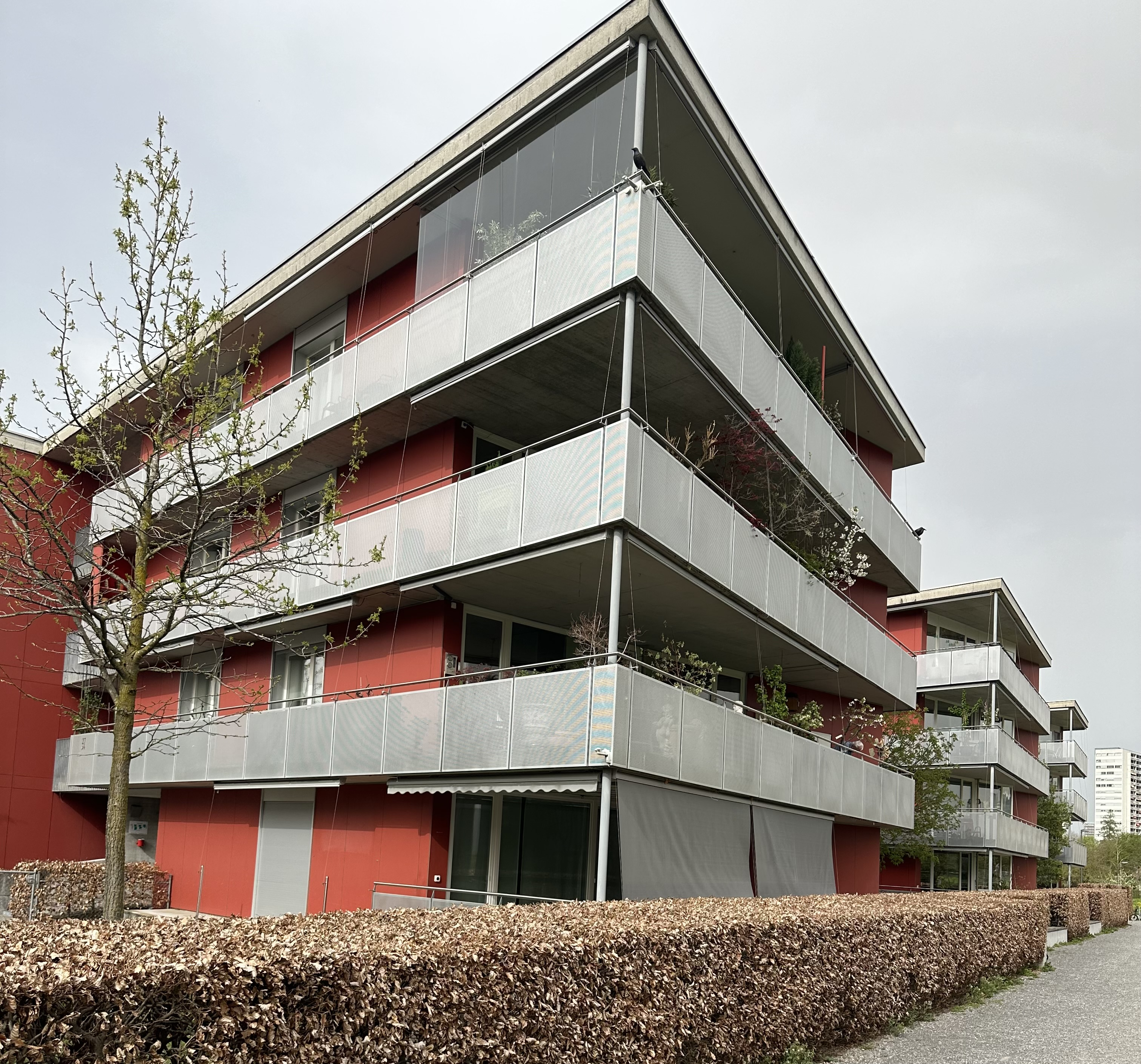
Wohnsiedlung come west in Brünnen

## Leben

### Ausbildung
Gonthier studierte ab 1968 Liberal Arts am Scripps College in Claremont (Kalifornien) und schloss mit dem Bachelor of Arts ab. Sie setzte ihr Studium an der Eidgenössischen Technischen Hochschule (ETH) in Zürich fort und schloss 1977 mit dem Diplom in Architektur ab.

### Hochschullehrerin
Von 1978 bis 1979 war sie an der ETH Assistentin von Dolf Schnebli und von 1987 bis 1989 Dozentin im Fachbereich Architektur für Entwurf. Sie hielt zahlreiche Vorträge im In- und Ausland.

### Architektin
Von 1980 bis 1986 war sie leitende Architektin im Büro Itten+Brechbühl Architekten in Bern. 1986 gründeten sie und ihr Mann Alain Gonthier das Architekturbüro Gonthier Architekten in Bern. Bei ihrer Arbeit legt sie Wert auf eine optimale Abstimmung von Funktionalität und Gestaltung. Sie strebt innovative Lösungen nach ökologisch und wirtschaftlich sinnvollen Kriterien an und eine optimale Einbindung in die vorhandene Bausubstanz oder das geografische Umfeld.

### Ehrenamtliches Engagement
Im Laufe ihres Leben hatte Gonthier zahlreiche Ämter inne. Von 1993 bis 1999 war sie Präsidentin der Sektion Schweiz der Union internationale des Architectes (UIA) und von 1999 bis 2005 im Weltrat der UIA tätig. Von 1993 bis 2002 war sie Mitglied im Baukollegium der Stadt Zürich uns von 1994 bis 2000 Mitglied der Stadtbildkommission in Biel. Von 1999 bis 2002 saß sie im Stiftungsrat der schweizerischen Register (REG). Sie ist Delegierte beim Conseil des Architectes d'Europe (CAE), Präsidentin der Commission d'Architecture et d'Urbanisme des Kantons Fribourg. Außerdem ist sie seit 2015 Vizepräsidentin bei der International Competitions Commission ICC, der sie seit 1999 angehört. Auf der 29. Generalversammlung der UIA 2023 in Kopenhagen wurde Gonthier als dritte Frau in der Geschichte der Organisation zur Präsidentin gewählt.
Ausserdem ist Gonthier in folgenden Organisationen Mitglied:
- Comité Europan Suisse
- Gründungsmitglied der Schweizer Konferenz der Architekten und Architektinnen (CSA)[2]
- Verband freierwerbender Schweizer Architekten (FSAI)
- Bund Schweizer Architektinnen und Architekten, Ortsgruppe Bern
- Schweizerischer Ingenieur- und Architektenverein

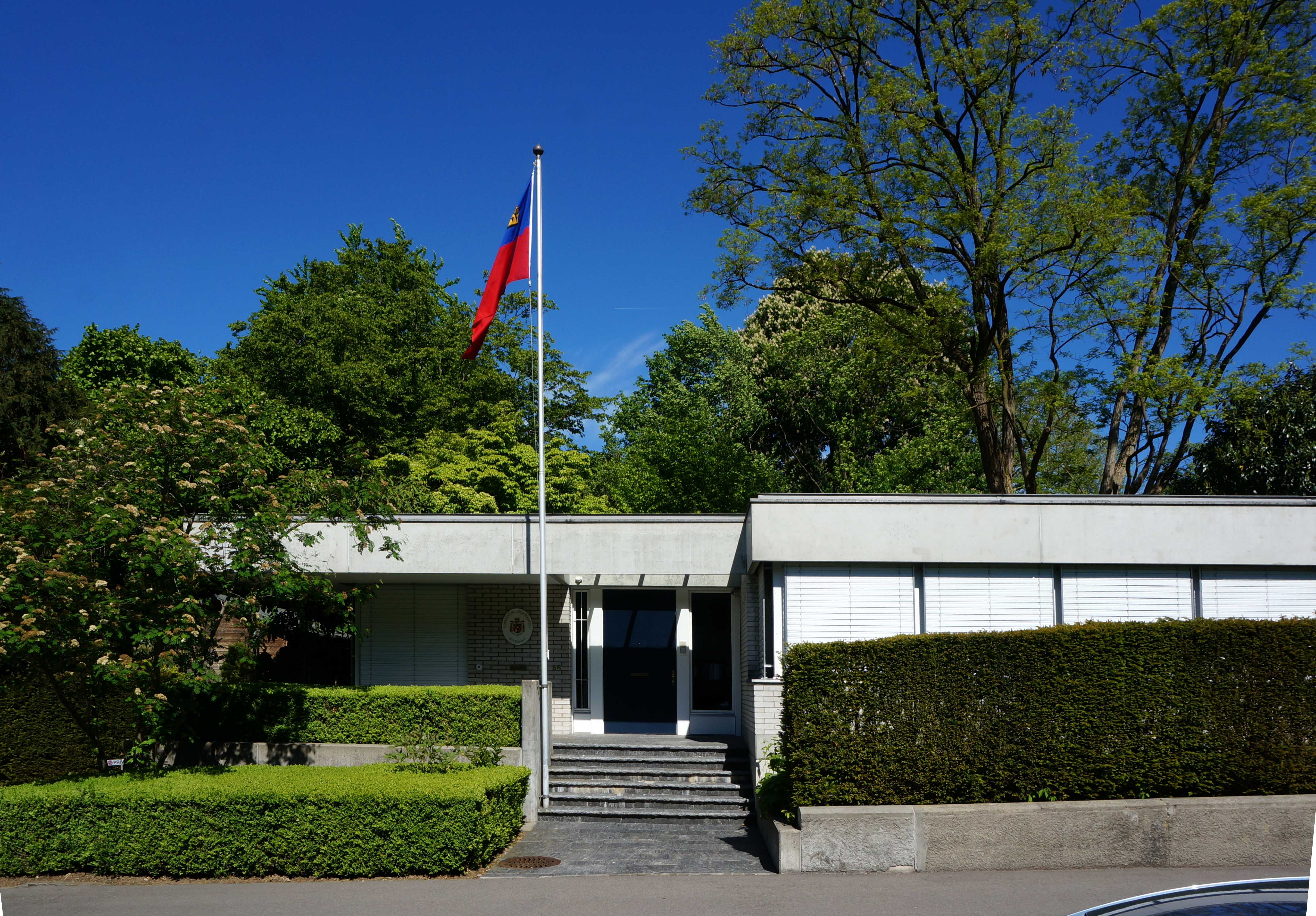
Botschaft des Fürstentums Liechtenstein, Bern

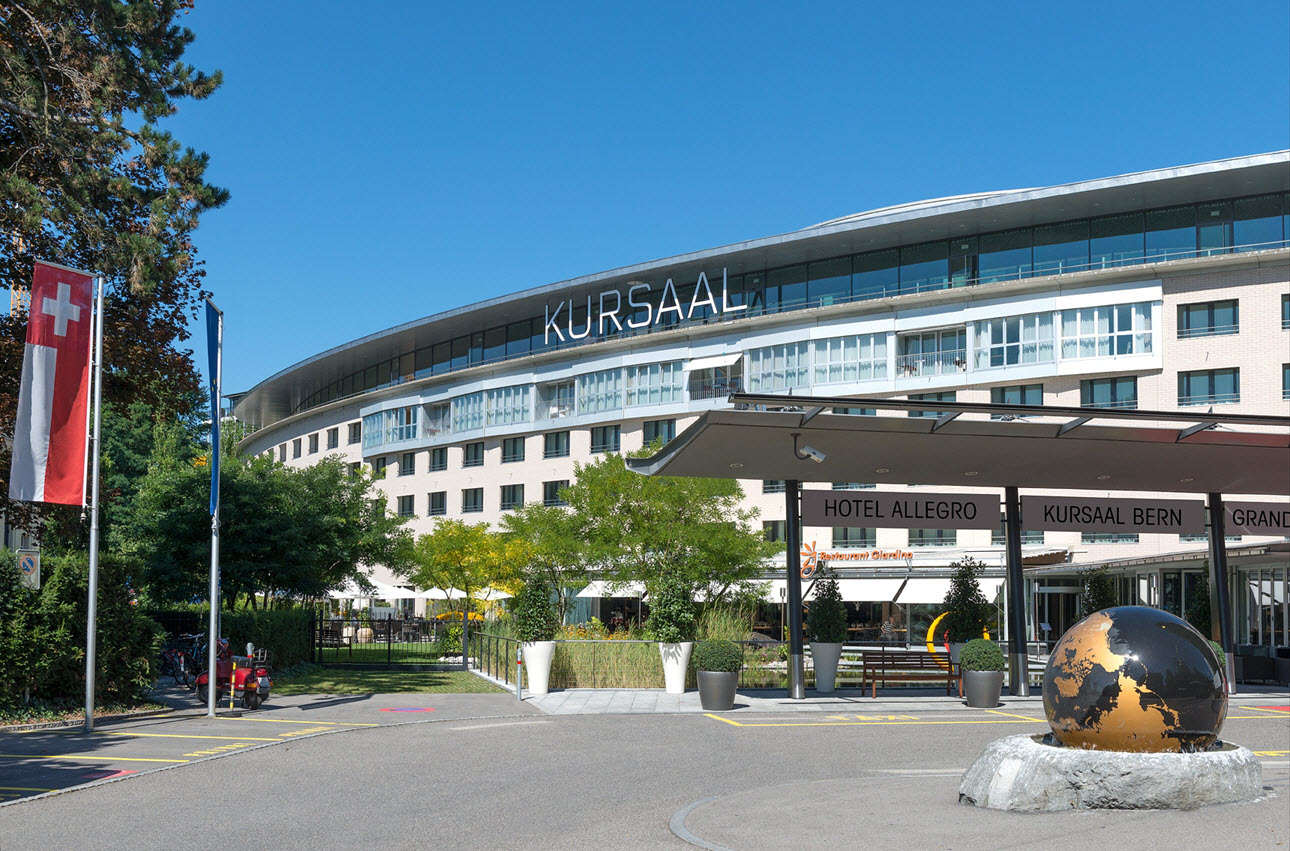
Neugestaltung des Kursaals, Bern

## Projekte und Preise (Auswahl)
Zusammen mit Alain Gonthier realisierte sie folgende Bauprojekte. Die Datumsangaben geben das Jahr der Fertigstellung an.
- 1988: Siedlung Hünibach, Thun[6]
- 1991: Kursaal Schänzli: Neugestaltung und Erweiterung mit Hotel-/Konferenztrakt, Bern
- 1991: Studentisches Zentrum Bühlplatz der Universität Bern[7][8]
  - 1993: Anerkennung im Rahmen des ATU Prix
  - 1994: Glulam Award
- 1994: Dienstleistungsbebauung Worblaufen Ost, Ittigen
- 1995: Einfamilienhaus Eisele, Uettligen
- 1997: Kindergarten, Tagesheim, Kindergrippe (KITAKI) Holenacker, Bern[9][8]
  - 1999: Engere Wahl Lignum-Preis
  - 2001: ABAPplaus, Anerkennung für nutzerfreundliches Bauen
  - 2001: Musterprojekt Energie
  - 2000: Diane Öko-Bau
  - 2004: Perlen der Schweizer Architektur
- 1999: Lärmschutzwand Wittigkofen
- 2002: Liechtensteinische Botschaft: Umbau und Erweiterung der Residenz, Bern[10]
- 2008: Wohnsiedlung »come west«, Baufelder 8 und 9, Bern-Brünnen
- 2008: Wohnsiedlung »Les cérisiers«, Yvonand
- 2013: Mehrfamilienhaus, Genf

## Veröffentlichungen
- Mit Benedikt Loderer, Pierre-H. Schmutz: 1948-1998, 50 années Union internationale des architectes. 5 juin 1998, Lausanne, Suisse = June 5, 1998, Lausanne, Switzerland. Tagungsband. In: Hochparterre. Nr. 6/7. Zürich 1998, OCLC 84864385 (deutsch, französisch, englisch).
- Etat des lieux. Considérations à la veille de la révision de l'OMP et de la LMP. In: Baurecht. Mitteilungen zum privaten und öffentlichen Baurecht. 2006, OCLC 716835205 (französisch).